# Saint-Marc-à-Loubaud
Saint-Marc-à-Loubaud este o comună în departamentul Creuse din centrul Franței. În 2009 avea o populație de 136 de locuitori.

## Evoluția populației
| An        | 1975 | 1982 | 1990 | 1999 | 2006 | 2009 |
| --------- | ---- | ---- | ---- | ---- | ---- | ---- |
| Populație | 134  | 107  | 91   | 122  | 133  | 136  |